# La Costa (Vilamolat de Mur)
La Costa és una costa de muntanya del terme municipal de Castell de Mur, dins de l'antic terme de Mur, al Pallars Jussà, en terres del poble de Vilamolat de Mur.
Està situada al nord-oest del poble, al costat nord-oest mateix de Casa Josep. Hi discorre el Camí de les Vinyes.